# تخریب میراث تاریخی صدر اسلامی در عربستان سعودی

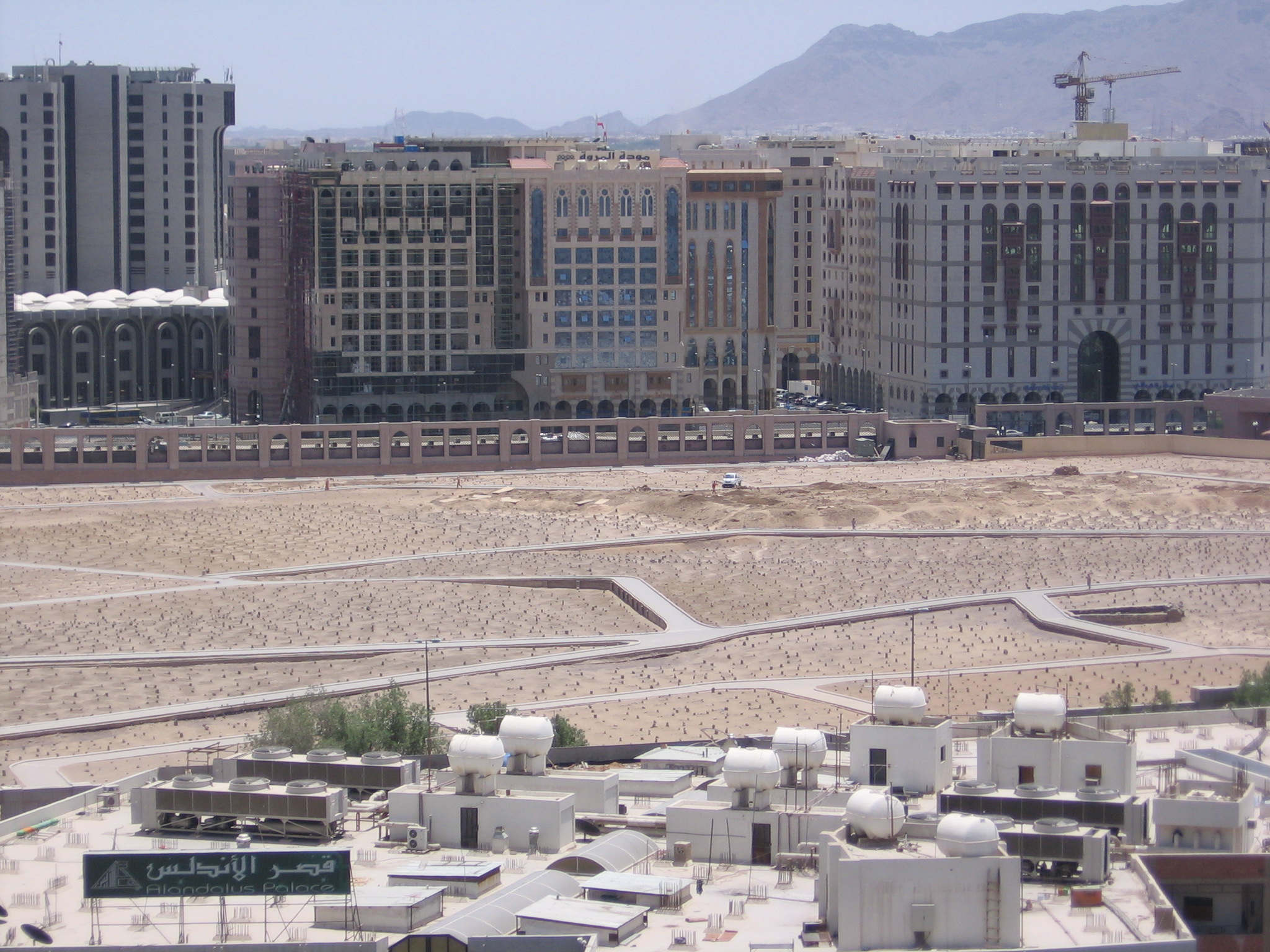
قبرستان جنت البقیع در مدینه، عربستان سعودی

تخریب میراث تاریخی مرتبط با صدر اسلام یک پدیده مداوم است که عمدتاً در منطقه حجاز در غرب عربستان سعودی، به ویژه در اطراف دو شهر مقدس اسلام، مکه و مدینه رخ داده‌است. تخریب‌ها توسط دولت سعودی به تخریب مساجد، آرامگاه‌ها و مدفن‌ها، خانه‌ها و مکان‌های تاریخی مرتبط با محمد پیامبر اسلام، یاران او و بسیاری از شخصیت‌های بنیان‌گذار تاریخ اولیه اسلام متمرکز شده‌است. در عربستان سعودی، بسیاری از تخریب‌ها رسماً بخشی از توسعه مستمر مسجدالحرام در مکه و مسجد النبی در مدینه و امکانات خدماتی کمکی آنها به منظور پذیرش تعداد روزافزون مسلمانانی است که به زیارت (حج) می‌پردازند.

## تاریخچه
بخش اعظم شبه جزیره عربستان تا سال ۱۹۳۲ در سومین و کنونین دولت سعودی، پادشاهی عربستان سعودی، از نظر سیاسی متحد شد. لشکرکشی به رهبری ملک عبدالعزیز بن سعود و ارتش قبایل بادیه نشین حجاز را فتح کرد و طایفه حاکم هاشمی را برکنار کرد. حاکمان جدید نجدی، عرب‌های کوچ نشین، عمدتاً خود را در زمام جامعه بسیار پیچیده می‌دیدند. یک ساختار سیاسی منسجم بر اساس نظام مجلس شورا (شورای مشورتی) قرن‌ها بود که برقرار بود. یک نهاد اداری مرکزی بودجه سالانه‌ای را مدیریت می‌کرد که هزینه‌های مدارس متوسطه، نیروهای نظامی و پلیس را اختصاص می‌داد. به همین ترتیب، بافت مذهبی نجد و حجاز بسیار متفاوت بود. آداب و رسوم فرهنگی سنتی حجازی تقریباً ماهیت مذهبی داشتند. جشن‌های بزرگداشت محمد، خانواده و یارانش، تکریم قدیسان متوفی، زیارت عتبات، مقابر و اماکن متبرکه مرتبط با هر یک از اینها از آداب و رسوم بومی اسلام حجازی بود. با انتقال اقتدار اداری حجاز از داخل به دست مسلمانان وهابی نجدی، علمای وهابی اعمال مذهبی محلی را خرافات بی‌اساسی می‌دانستند که جایگزین تحریم‌های مدون دینی می‌شد که مفاسد کامل دین و گسترش بدعت تلقی می‌شد. آنچه به دنبال داشت، حذف زیرساخت‌های فیزیکی، آرامگاه‌ها، مقبره‌ها، مساجد و مکان‌های مرتبط با خاندان و یاران محمد بود.

### قرن ۱۹
در سال‌های ۱۸۰۱ و ۱۸۰۲، سعودی‌ها به رهبری عبدالعزیز بن محمد بن سعود به شهرهای مقدس شیعیان کربلا و نجف در عراق امروزی حمله کردند و آن‌ها را تصرف کردند، بخش‌هایی از جمعیت مسلمان شیعه را قتل‌عام کردند و مقبره حسین بن علی، نوه محمد و پسر علی را ویران کردند. در سال‌های ۱۸۰۳ و ۱۸۰۴، سعودی‌ها مکه و مدینه را تصرف کردند و آثار تاریخی و اماکن و زیارتگاه‌های مختلف مسلمانان مانند زیارتگاهی را که بر روی قبر فاطمه دختر محمد ساخته شده بود، ویران کردند و حتی قصد داشتند قبر خود محمد را به عنوان بت‌پرستی تخریب کنند، که باعث خشم در سراسر جهان اسلام شد. در مکه مقبره‌های نزدیکان محمد واقع در گورستان ابوطالب از جمله همسر اولش خدیجه بنت خویلد تخریب شد. تخریب اولیه این مکان‌ها در سال ۱۸۰۶ زمانی که ارتش وهابی دولت اول سعودی مدینه را اشغال کرد و به‌طور سیستماتیک بسیاری از سازه های قبرستان بقیع را با خاک یکسان کرد، آغاز شد. این محل دفن وسیع در مجاورت مسجد النبی است که بقایای بسیاری از اعضای خاندان محمد، یاران نزدیک و شخصیت‌های اصلی صدر اسلام را در خود جای داده‌است. ترک‌های عثمانی که خود تمرین‌کننده‌هایی از سویه‌های تساهل‌آمیزتر و گاه عرفانی‌تر اسلام بودند، مقبره‌های مفصلی بر قبور بقیع ساخته بودند. اینها به‌طور کامل هموار شدند. مساجد در سراسر شهر نیز هدف قرار گرفتند و تلاشی برای تخریب مقبره محمد انجام شد. انتقادهای گسترده از این اقدام اخیر توسط جوامع مسلمان در نقاط مختلف حتی به دوری هند، در نهایت منجر به کنار گذاشتن هرگونه تلاش در این مکان شد. ادعاهای سیاسی علیه کنترل منطقه توسط ترکیه آغازگر جنگ عثمانی و سعودی (۱۸۱۱–۱۸۱۸) شد که در آن شکست طرف سعودی، قبایل وهابی را مجبور کرد از حجاز به داخل کشور عقب‌نشینی کنند. نیروهای ترکیه دوباره کنترل منطقه را به دست گرفتند و متعاقباً بین سال‌های ۱۸۴۸ و ۱۸۶۰ بازسازی گسترده اماکن مقدس را آغاز کردند که بسیاری از آنها با استفاده از بهترین نمونه‌های طراحی و استادکاری عثمانی انجام شدند.

### قرن ۲۰

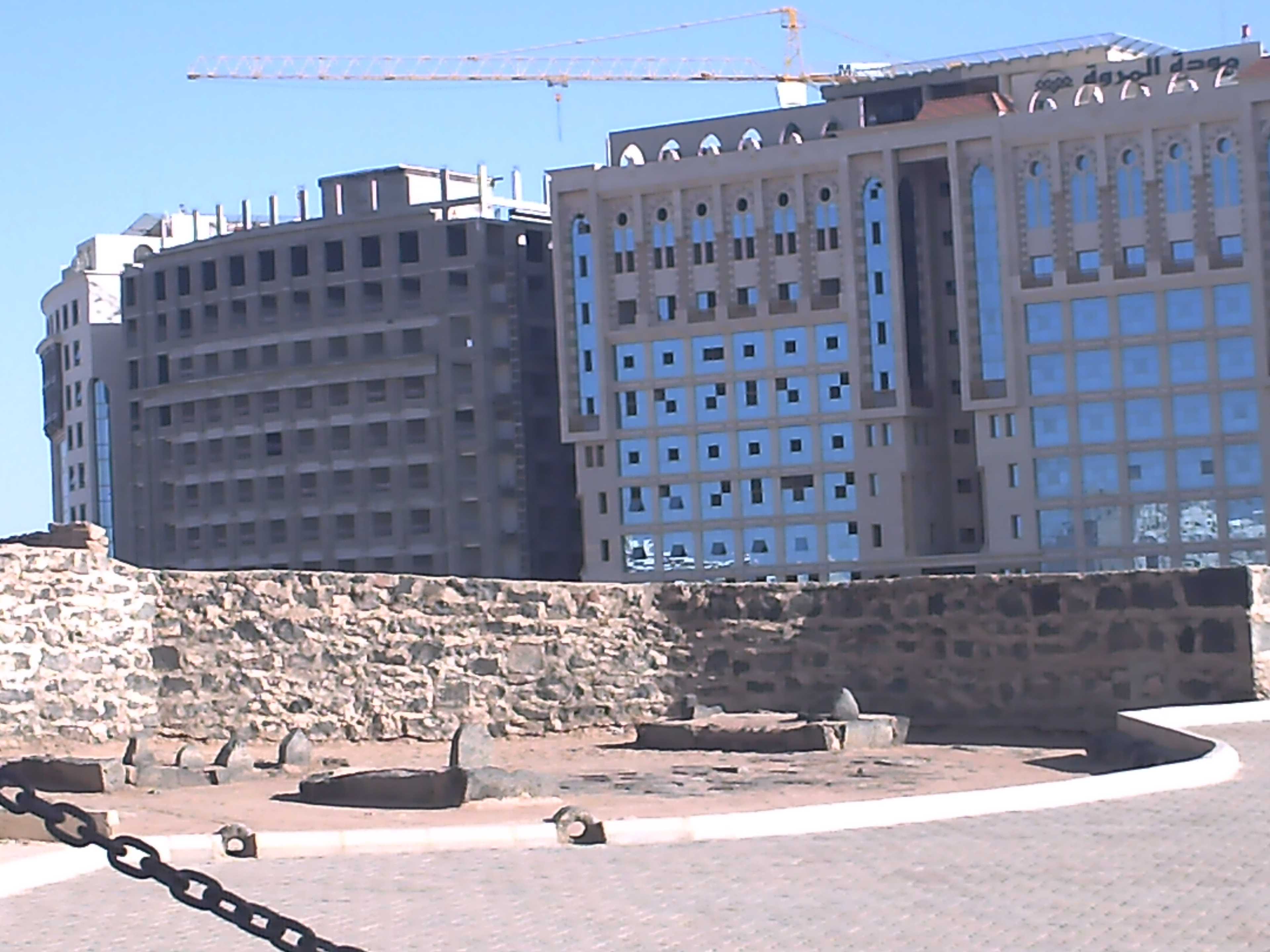
مقبره هتک حرمت شده امام سجاد(ع) در بقیع، مدینه

در ۲۱ آوریل ۱۹۲۵ مقبره‌ها و گنبدهای بقیع در مدینه یک بار دیگر با خاک یکسان شد و به همین ترتیب نشانه‌هایی از محل دقیق آرامگاه اعضای خاندان و نوادگان محمد، همچنان‌که تا به امروز باقی مانده‌است. بخش‌هایی از قصیده برده، قصیده معروف قرن سیزدهم که در ستایش محمد توسطشرف‌الدین بوصیری نوشته شده بود، که بر روی قبر محمد نوشته شده بود، نقاشی شده بود. از جمله مکان‌هایی که در این زمان مورد هدف قرار گرفت، قبور شهدای جنگ احد، از جمله قبر حمزه بن عبدالمطلب، عموی محمد و یکی از محبوب‌ترین حامیان او، مسجد فاطمه الزهرا دختر محمد بود. مسجد دو مناره (منارتین) و همچنین قبة الثنایا، گنبدی که به عنوان محل دفن دندان پیش محمد ساخته شده بود که بر اثر ضربه ای که در جریان جنگ احد وارد شده بود شکسته شد. در مدینه، مشروبات ام ابراهیم، خانه ماریه همسر مصری محمد و زادگاه پسرشان ابراهیم و همچنین محل دفن حمیده البربریه مادر موسی الکاظم در مجاورت آن ویران شد. این مکان سنگفرش شد و امروزه بخشی از پلکان مرمری عظیم در کنار مسجد است. کمیته علمی دائمی منصوب شده توسط دولت عربستان سعودی در یک سلسله احکام اسلامی با اشاره به اینکه تکریم بیش از حد منجر به شرک (بت‌پرستی) است، دستور تخریب این بناها را صادر کرده‌است.

### قرن ۲۱
قرن بیست و یکم شاهد افزایش تخریب اماکن در مکه و مدینه توسط مقامات سعودی، همراه با توسعه لوکس بوده‌است.
از آنجایی که مراسم حج سالانه سال به سال جمعیت بیشتری را به خود جذب می‌کند، مقامات سعودی لازم دانستند بخش‌های وسیعی از مناطق مسکونی سابقاً در اطراف دو مسجد مهم را با خاک یکسان کنند تا راه را برای زیرساخت‌های مربوط به زیارت باز کنند. در سال ۲۰۱۰، پیش‌بینی شد که توسعه دهندگان قرار است حدود ۱۳ میلیارد دلار برای بزرگترین پروژه توسعه در تاریخ شهر هزینه کنند.
در حالی که توافق گسترده‌ای برای نیاز به امکاناتی وجود دارد که بتواند تعداد بیشتری از زائران را در خود جای دهد، توسعه هتل‌های مجلل و برج‌های آپارتمانی، رستوران‌ها، مراکز خرید و چشمه‌های معدنی باعث شده‌است که برخی از تجاری سازی بیش از حد مکانی که حرم مقدر الهی مسلمانان خود جای داده‌است، انتقاد کنند.
هجوم سریع سرمایه‌گذاری در مکه و مدینه بسیاری را به این باور می‌رساند که پول و رشد اقتصادی دلیل نهایی مقامات سعودی است. منتقدان استدلال می‌کنند که این تمرکز پولی با سیاست دولت وهابی کار می‌کند که حذف فرهنگی و اجتماعی گسترده در شهرهای مقدس را تحمیل می‌کند، و هر عنصری را که مشوق اعمال خلاف عقیده وهابی باشد پاک می‌کند.
به گزارش ایندیپندنت، خانه موالی که گفته می‌شود محمد در آن متولد شده‌است، در شرف جایگزینی با یک کاخ سلطنتی بزرگ است که بخشی از پروژه ساخت و ساز چند میلیارد پوندی در مکه است که منجر به تخریب صدها اثر تاریخی شده‌است.
سعودی‌ها درعیه، پایتخت ویران شده دولت اول سعودی را به یک جاذبه گردشگری بزرگ تبدیل می‌کنند.

## مکان‌های تخریب شده
در زیر لیست کاملی از مکان‌های تخریب‌شده آورده شده‌است:

### مساجد
- مسجد المنارتین.[۱۱]
- مسجد و مقبره علی بن جعفر صادق، تخریب شده توسط دینامیت در ۱۳ اوت ۲۰۰۲.
- مسجد ابورشید.[۱۰]
- مسجد سلمان فارسی، مدینه.[۱۰]
- مسجد رجعت الشمس، مدینه.[۱۰]
- مسجد و آرامگاه حمزه در کوه احد.

### قبرستان‌ها و مقبره‌ها
- مقبره‌های جنت بقیع در مدینه، هموار شدند.
- گورستان ابوطالب (جنت المعلی)، قبرستان باستانی مکه.[۱۰]
- قبر حمیده البربریه مادر موسی کاظم.
- مقبره حمزه و سایر تلفات جنگ احد در کوه احد ویران شد.[۱۰]
- مقبره حوا در جده،[۱۰] در سال ۱۹۷۵ با بتن مهر و موم شده‌است.
- قبر عبدالله پدر محمد.

### اماکن مذهبی تاریخی
- خانه مولد که گفته می‌شود محمد در سال ۵۷۰ در آن متولد شده‌است. این بنا که در ابتدا به کتابخانه تبدیل شد، اکنون در زیر ساختمانی فرسوده قرار دارد که ۷۰ سال پیش به عنوان مصالحه پس از درخواست روحانیون وهابی برای تخریب آن ساخته شد.[۳]
- خانه خدیجه، همسر اول محمد. مسلمانان معتقدند که او برخی از اولین مکاشفات را در آنجا دریافت کرد. همچنین فرزندانش زینب بنت محمد، رقیه بنت محمد، ام کلثوم بنت محمد، فاطمه، قاسم و عبدالله بن محمد در آنجا متولد شدند. پس از کشف مجدد آن در طول الحرام در سال ۱۹۸۹، روی آن پوشانده شد و به کتابخانه تبدیل شد.[نیازمند منبع] [ نیازمند منبع ]
- یک هتل هیلتون در محل خانه اولین خلیفه اسلام، ابوبکر ساخته شد.[۷]
- خانه محمد در مدینه که پس از هجرت از مکه در آنجا زندگی کرد.[۱۰]
- دارالارقم، اولین مدرسه اسلامی که محمد در آن تدریس می‌کرد.[۳] اکنون در زیر گسترش مسجدالحرام مکه قرار دارد.
- قبة الثنایا، محل دفن دندان پیش محمد که در جنگ احد شکسته شد.[۱۱]
- مشروبات ام ابراهیم، ساخته شده برای نشان دادن محل خانه ای که پسر محمد، ابراهیم، بر ماریه متولد شد.
- گنبدی که به عنوان سایبان بر فراز چاه زمزم عمل می‌کرد.[۱۰]
- بیت‌الاحزان سیده فاطمه در مدینه.[۱۰]
- خانه جعفر صادق در مدینه.[۱۰]
- مجتمع محله بنی هاشم در مکه.[۱۰]
- خانه علی و محل تولد حسن و حسین.[۱۰]
- خانه حمزه.[۱۲]

### سازه‌های نظامی تاریخی
- قلعه اجیاد، قلعه عثمانی مربوط به قرن ۱۹ تخریب شد و ابراج البیت جایگزین آن شد.[۱۳]